# Noailles (Corrèze)
Noailles, auf Okzitanisch Noalhas, ist eine Gemeinde mit 945 Einwohnern (Stand 1. Januar 2022) in Frankreich. Sie wird von der Couze tangiert und gehört zur Region Nouvelle-Aquitaine, zum Département Corrèze, zum Arrondissement Brive-la-Gaillarde und zum Kanton Saint-Pantaléon-de-Larche. Sie grenzt im Norden an Brive-la-Gaillarde, im Osten an Jugeals-Nazareth, im Süden an Nespouls und im Westen an Chasteaux.
Die Ortschaft wird von einer Eisenbahnlinie und der Autoroute A20, vereinigt mit der Europastraße 9, durchquert.

## Bevölkerungsentwicklung
| Jahr      | 1962 | 1968 | 1975 | 1982 | 1990 | 1999 | 2008 | 2012 |
| --------- | ---- | ---- | ---- | ---- | ---- | ---- | ---- | ---- |
| Einwohner | 358  | 360  | 383  | 515  | 648  | 756  | 810  | 885  |

## Geschichte
Noailles war spätestens seit dem 13. Jahrhundert Stammsitz der berühmten Adelsfamilie de Noailles, die in den herzoglichen Rang aufstieg. Der 1953 verstorbene 8. Herzog von Noailles überlebte seinen einzigen Sohn Jean, der als Kämpfer der Résistance 1945 im Konzentrationslager Bergen-Belsen umkam, sowie seinen Enkel Adrien, der 1944 als Résistance-Kämpfer in den Vogesen fiel. Dessen Schwester Geneviève de Noailles und ihr Ehemann Jean Raindre stifteten das Schloss 1983 der Fondation Mansart zum Zweck der Erhaltung.

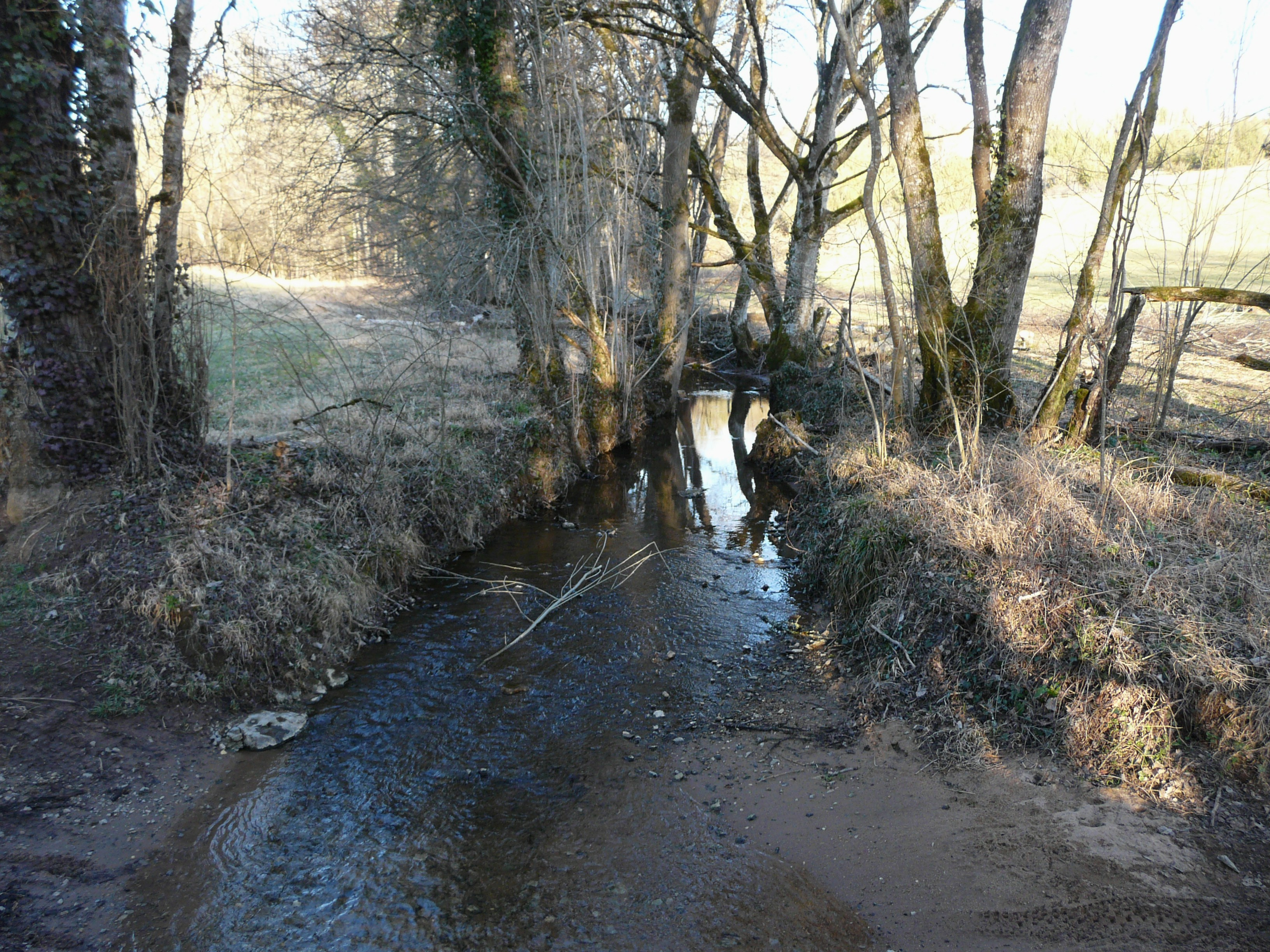
Die Couze bei Noailles
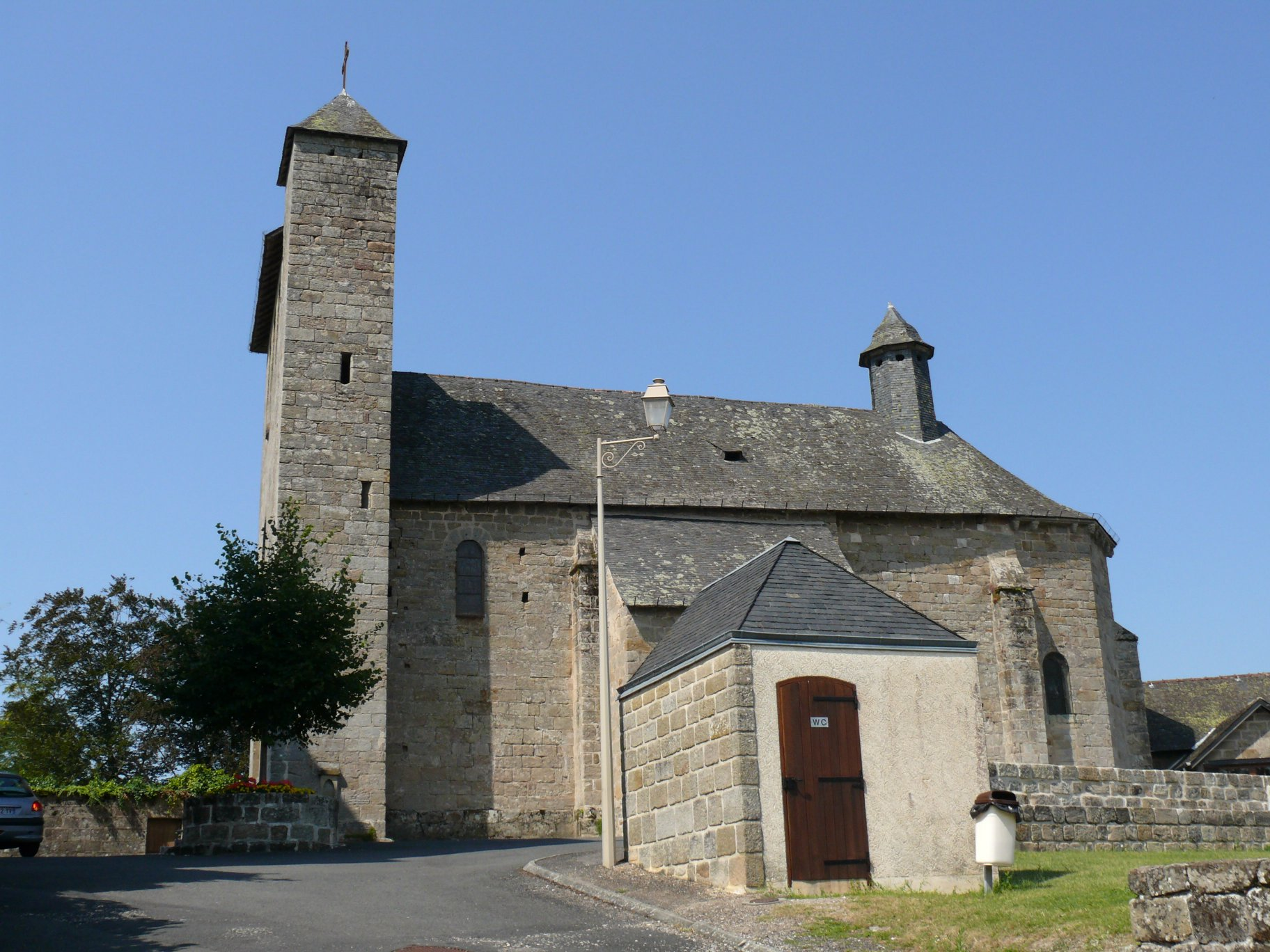
Kirche Mariä Himmelfahrt